# Прогресс (Кугарчинский район)
Прогресс (баш. Прогресс) — хутор в Кугарчинском районе Республики Башкортостан Российской Федерации. Входит в состав Тляумбетовского сельсовета. 

## География

### Географическое положение
Расстояние до:
- районного центра (Мраково): 49 км,
- центра сельсовета (Тляумбетово): 7 км,
- ближайшей ж/д станции (Мелеуз): 77 км.

## Население
| 2002 | 2009 | 2010 |
| ---- | ---- | ---- |
| 7    | ↗10  | ↗11  |

Национальный состав
Согласно переписи 2002 года, преобладающие национальности — башкиры (57 %), русские (43 %).